# Зрайки
Зра́йки — село в Україні, у Володарській селищній громаді Білоцерківського району Київської області. Розташоване при впадінні річки Молочна у річку Рось за 14 км на південний захід від центру громади смт Володарка. Населення становить 520 осіб (станом на 2009 рік).

## Історія

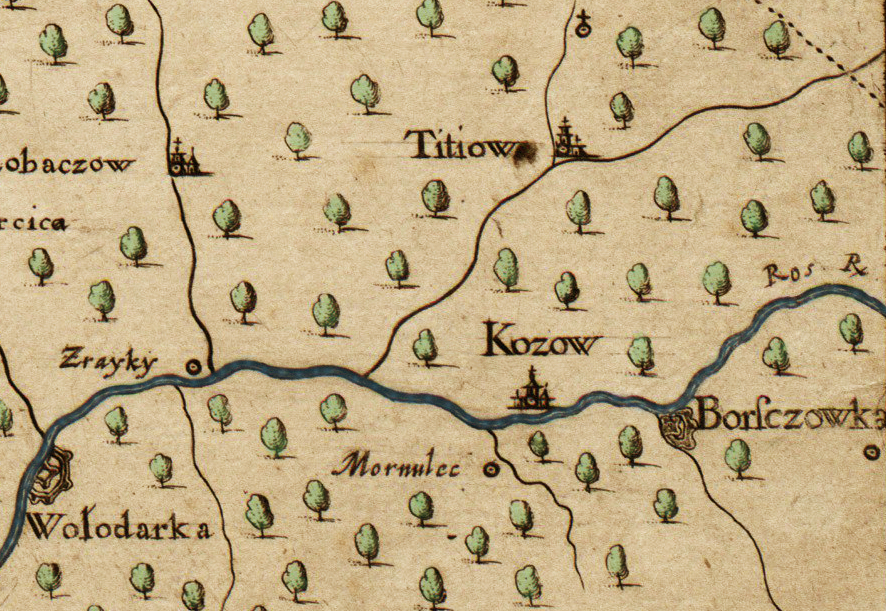
Зрайки (Zrayky). Фрагмент мапи Боплана (1650)

Село засноване, ймовірно, у середині XVII століття. Зрайки позначені на мапі Боплана за 1650 рік.
Народна етимологія виводить назву села від слова «рай».
1757 року збудували дерев'яну Миколаївську церкву.
Південно-східна частина Зрайок раніше була окремим селом Брідок.
1986 року біля Зрайок створено селище Хмельницьке, куди було переселено мешканців 3 сіл Чорнобильського району після аварії на ЧАЕС. Для них було споруджено 120 одноповерхових будинків, нову школу, магазин та прокладено водогін. Село газифіковане. Пізніше ця територія увійшла до складу села Зрайки.

## Населення
Станом на 1989 рік у селі проживали 620 осіб, серед них — 266 чоловіків і 354 жінки.
За даними перепису населення 2001 року у селі проживали 699 осіб. Рідною мовою назвали:
| Мова       | Кількість осіб | Відсоток |
| ---------- | -------------- | -------- |
| українська | 678            | 97,00 %  |
| російська  | 13             | 1,86 %   |
| вірменська | 4              | 0,57 %   |
| білоруська | 2              | 0,29 %   |
| румунська  | 1              | 0,14 %   |
| інші       | 1              | 0,14 %   |

2009 року у Зрайках мешкало 520 осіб.

## Економіка
В селі працює ТОВ «Прайм-П», виробник морської солі.

## Релігія
У селі розташована Церква Святого Миколая, побудована у 1877–78 роках за проектом київського архітектора Миколи Юргенса.

## Відомі люди
- Добровольський Віталій Вікторович (1995-2023) — старший солдат Збройних сил України, учасник російсько-української війни. Герой України (2024, посмертно).
- Кравчук Степан Степанович (1899—1991) — радянський вчений юрист, директор Московського інституту державного права та державного права при Всесоюзному державному виборчому комітеті, директор Юридичного інституту прокуратури СРСР, завідувач кафедри державного права на юридичному факультеті Московського державного університету імені Ломоносова.
- Припишний Андрій Володимирович (1997–2022) — санітар медичного пункту 2-го батальйону оперативного призначення ОЗСП «Азов». Загинув при прориві на «Азовсталь».

## Галерея

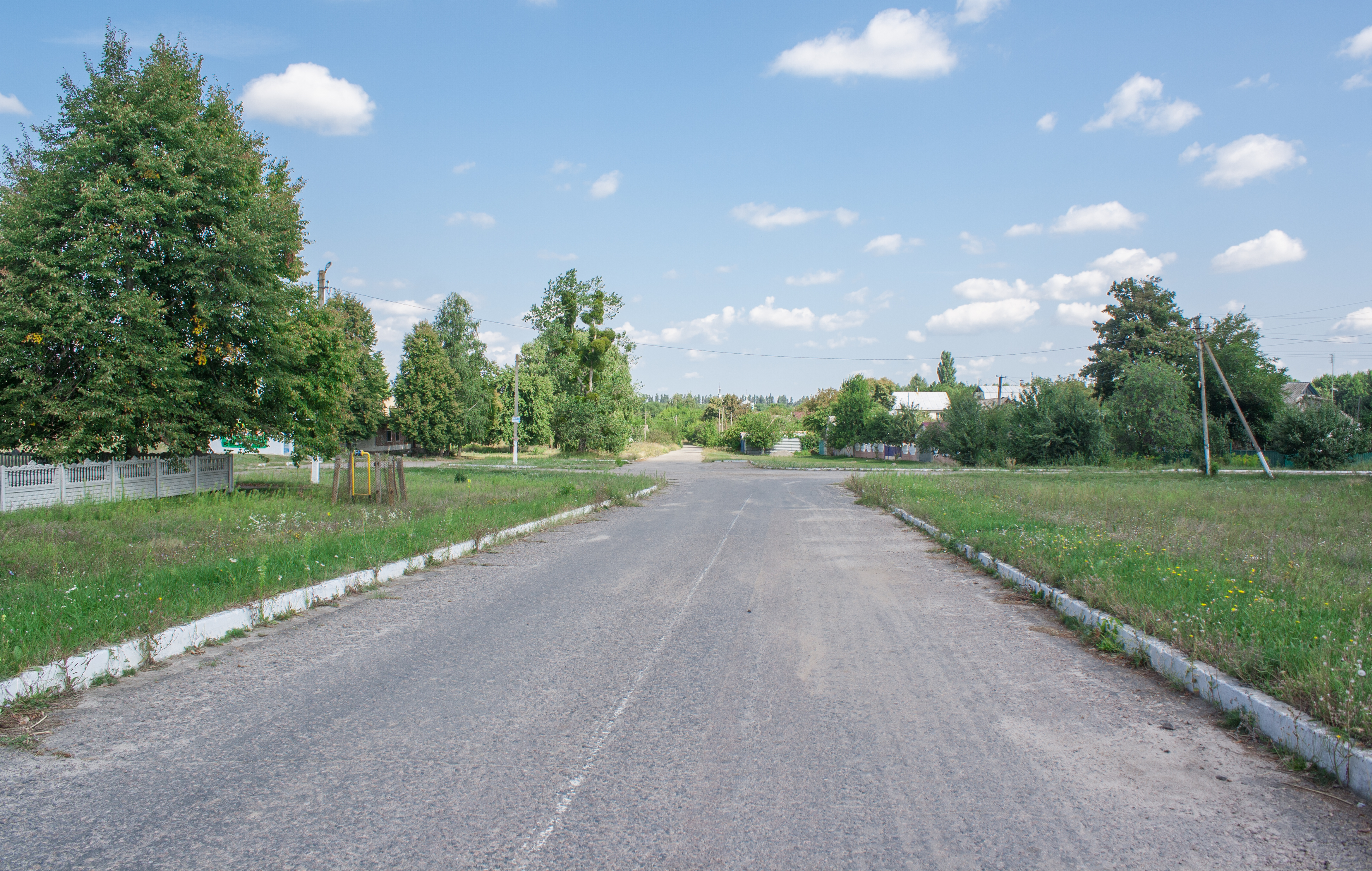
Центр села
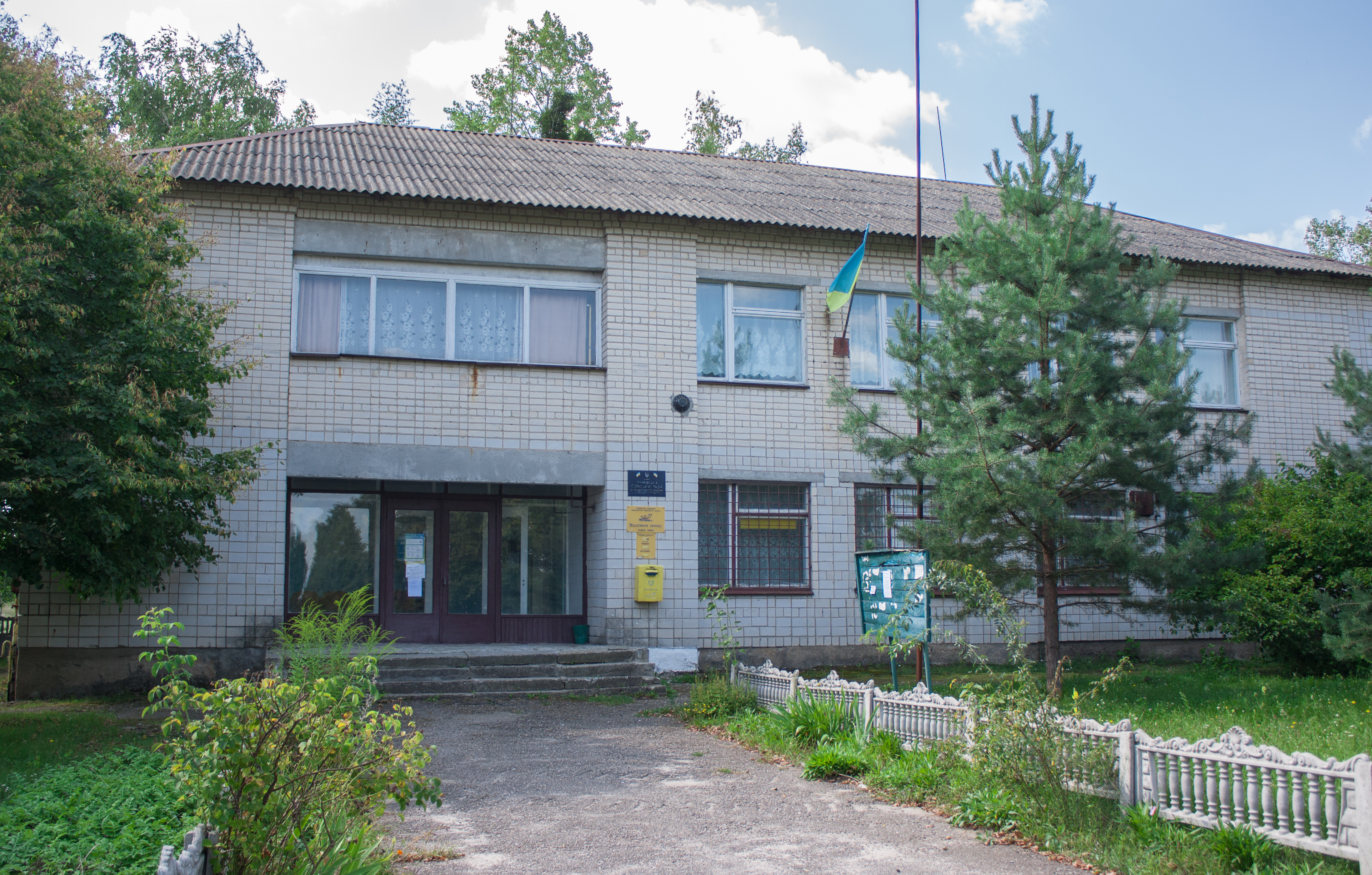
Сільська рада
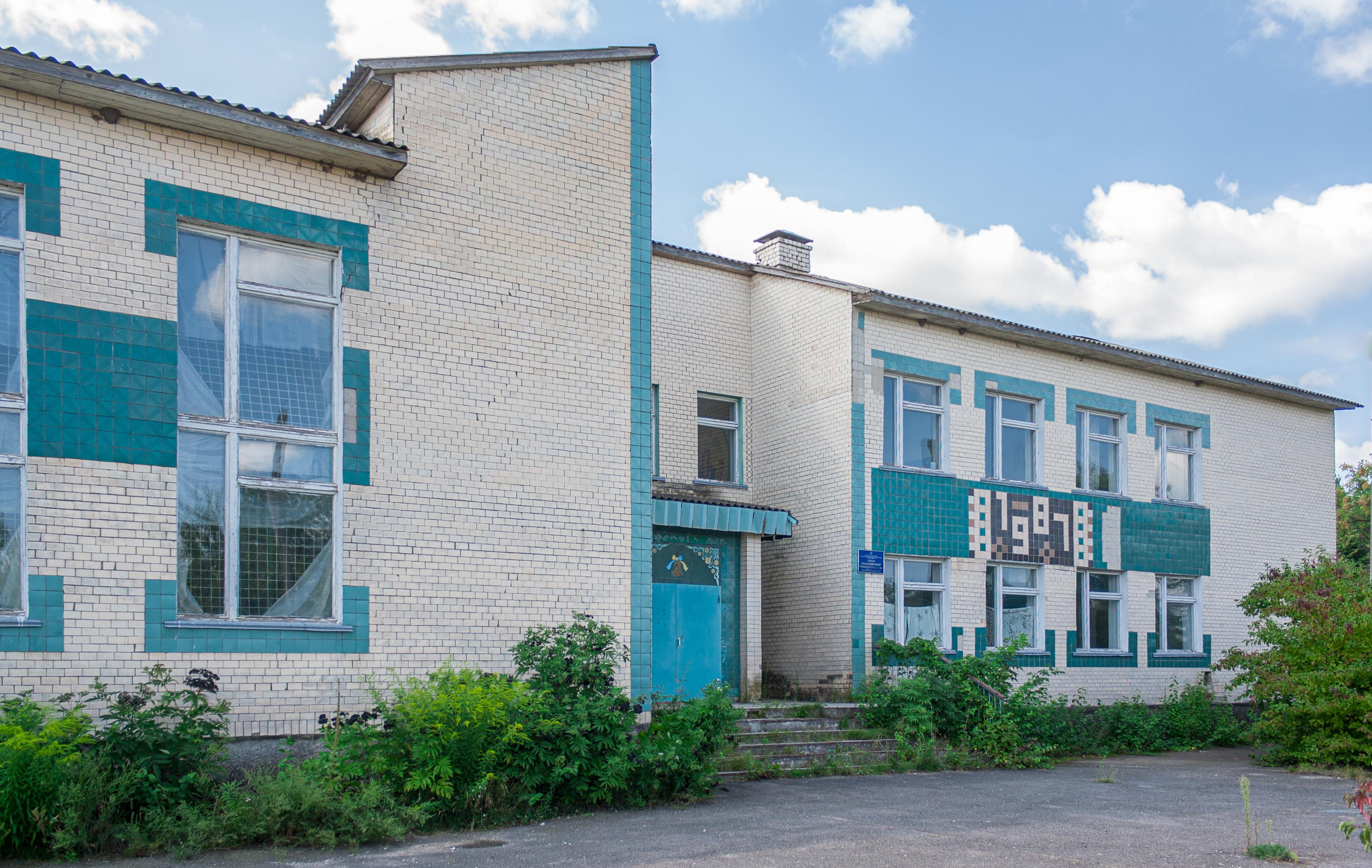
Школа
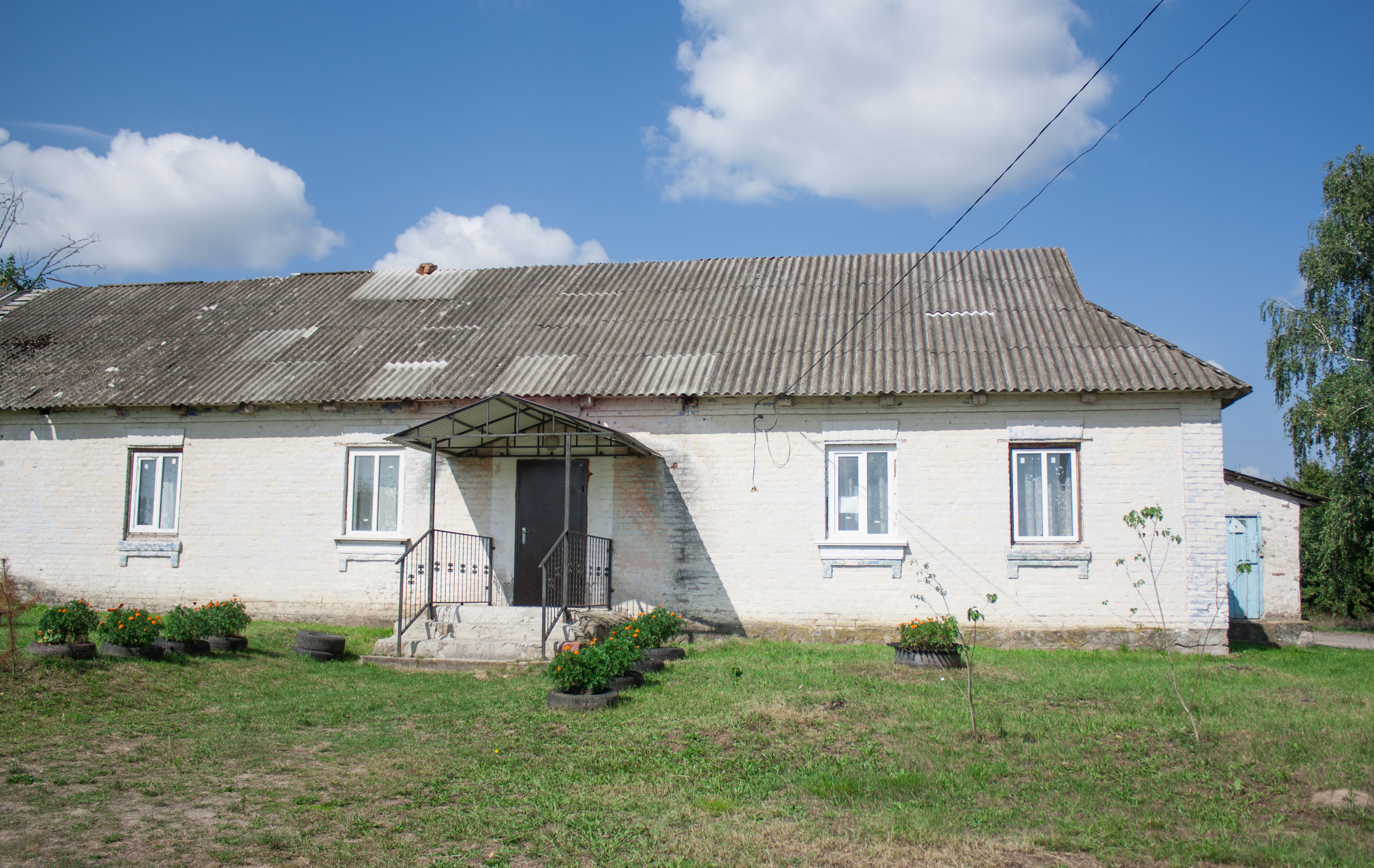
Клуб
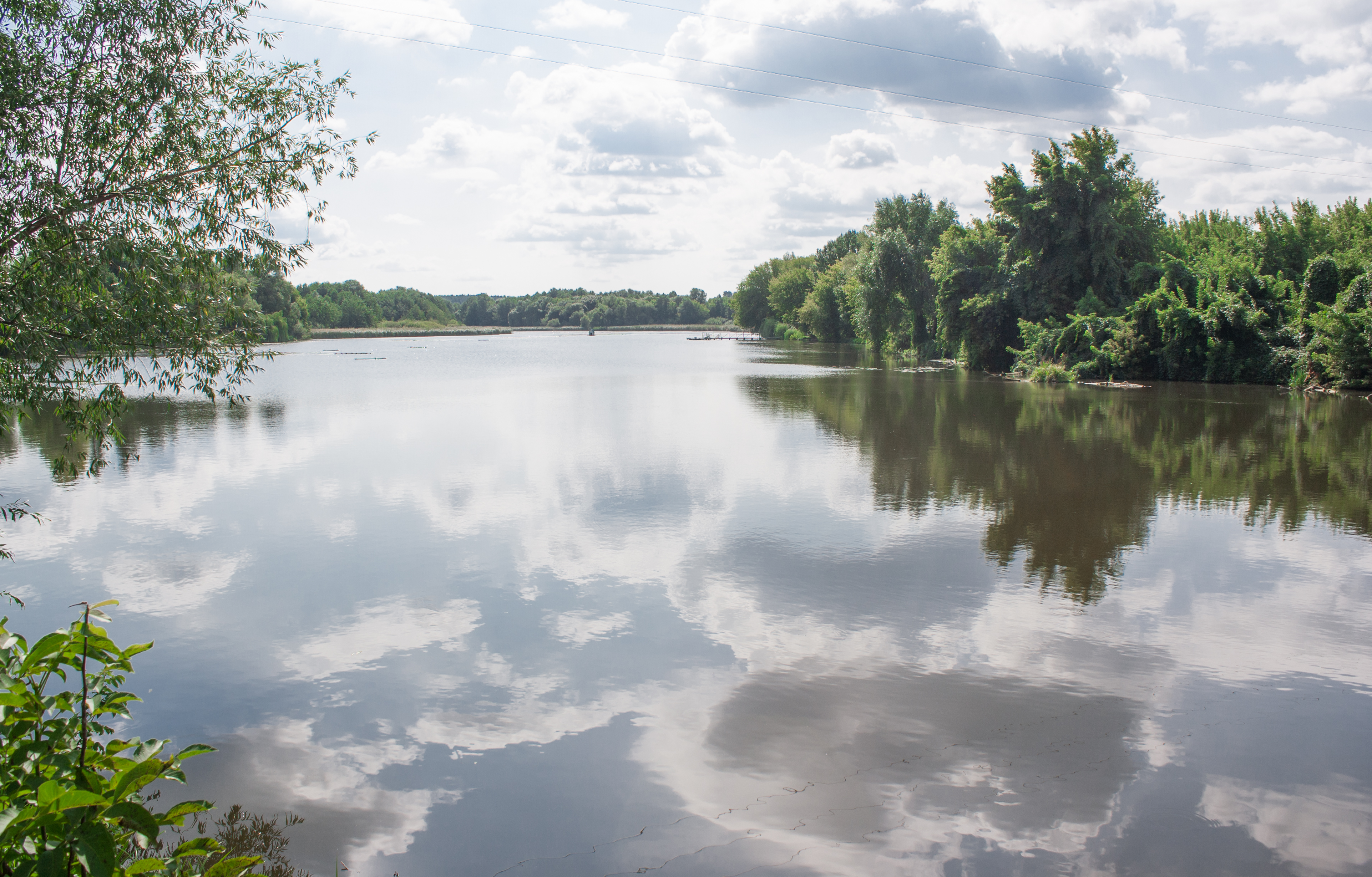
Ставок на річці Молочна
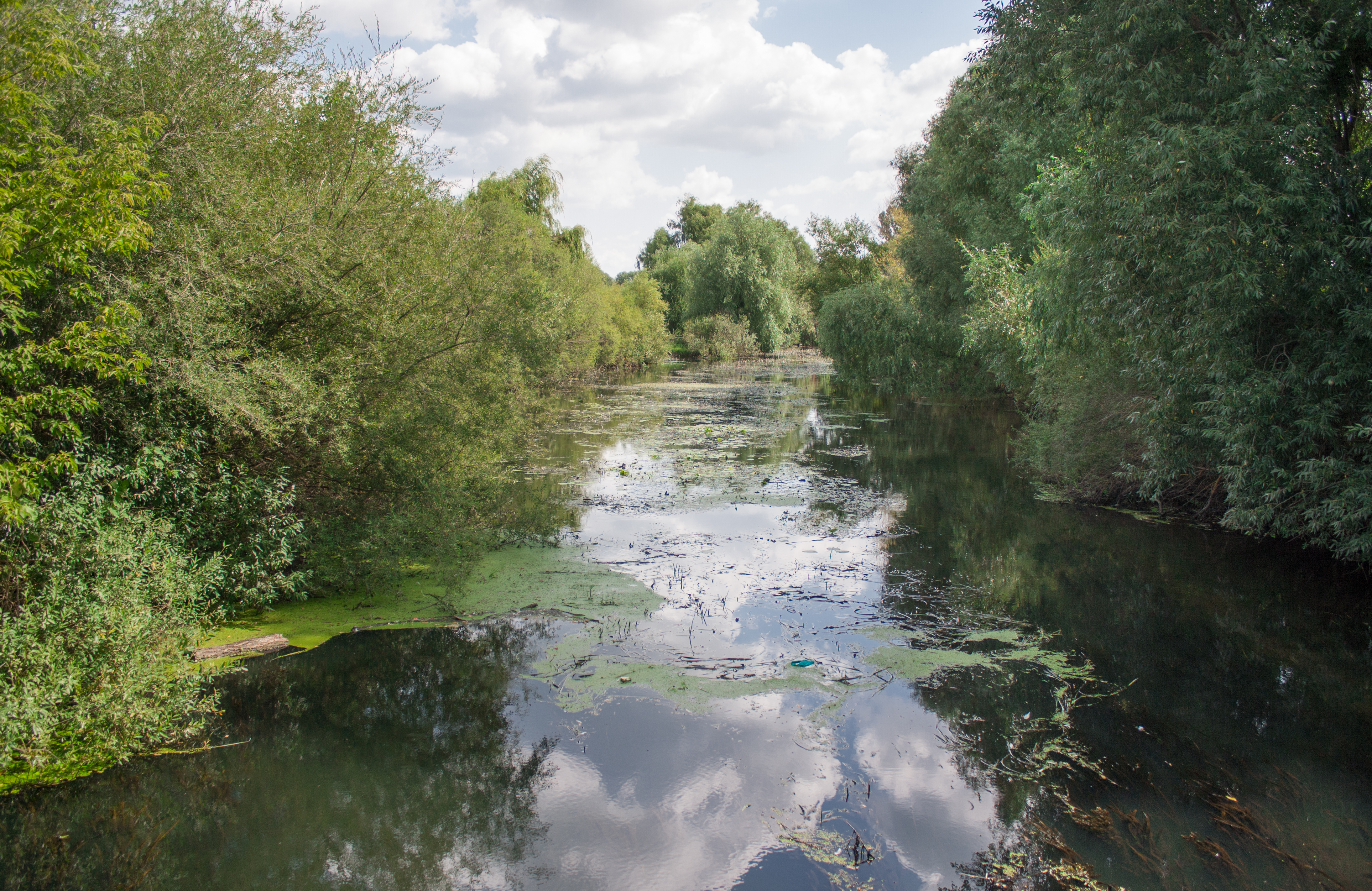
Річка Рось
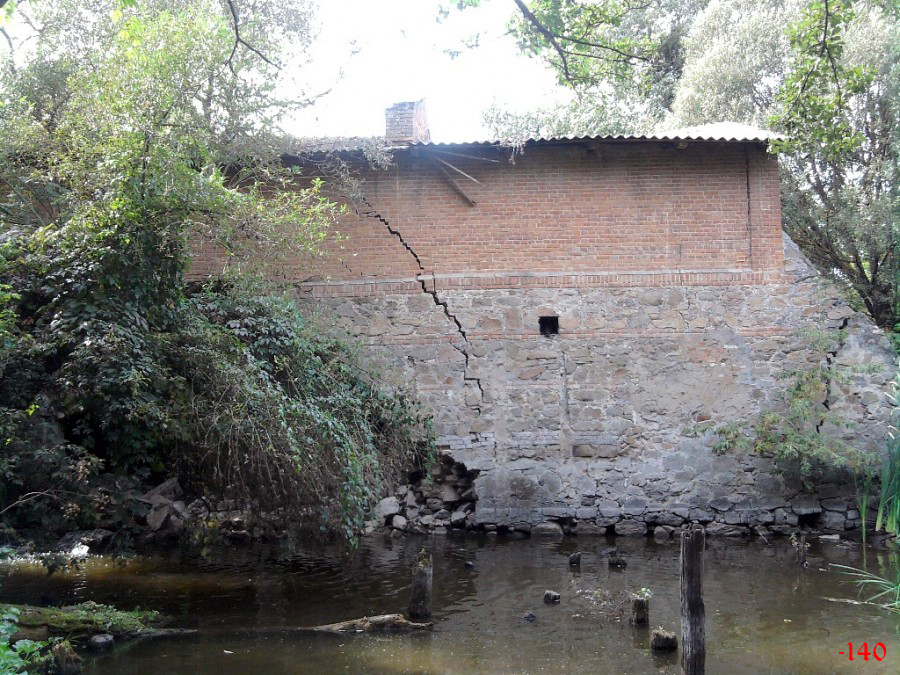
Водяний млин (1878 р.)
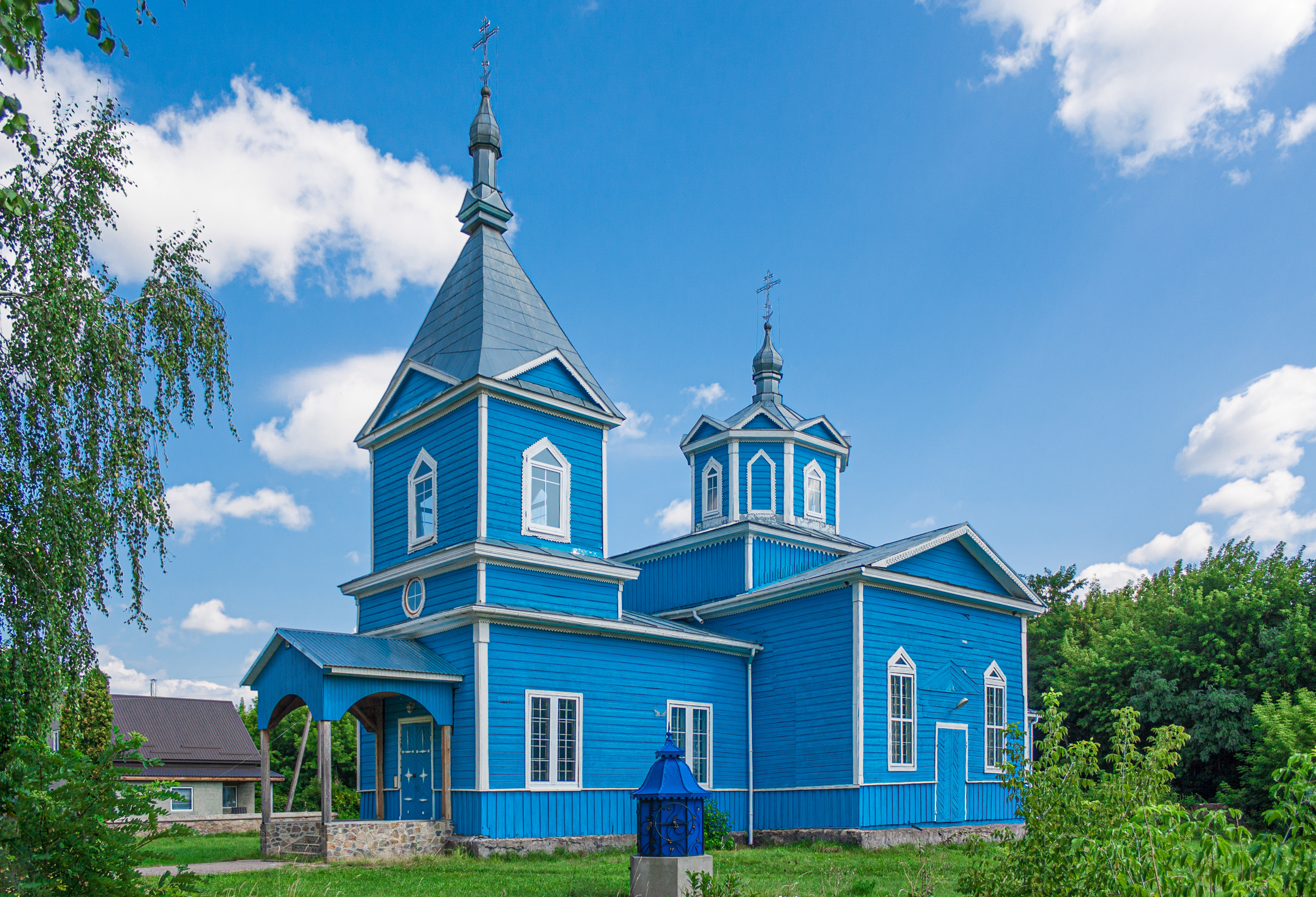
Миколаївська церква (1877 р.)